# Chevremont
Chevremont (Kerkraads: Sjevemet) is van origine een dorp in de gemeente Kerkrade. In de 21ste eeuw vormt het een wijk van Kerkrade.
De naam Chevremont komt van een foutieve Franse vertaling van het Latijnse cavatum montem, wat vrij vertaald steile berg met afdaling naar de holle weg betekent. Rond 1363 wordt het gebied Chevremont, Schaveymont genoemd. Chevremont ligt op het Plateau van Kerkrade. Ten oosten van Chevremont ligt het Berenbos met daarin het restant van een steenberg van de Domaniale mijn, de Steenberg Beerenbosch.
De naamsontwikkeling loopt dus van Cavatum Montem, via Schaveymont en Sjevemet naar Chevremont. Tegenwoordig wordt vaak de (foutieve) spelling Chèvremont aangetroffen waardoor de naam als vertaling uit het Frans een onterechte betekenis kreeg: die van Geitenberg.
Chevremont heeft een eigen voetbalvereniging met de naam VV Chevremont. Voormalig Roda JC-speler Ger Senden speelde in zijn jeugd voor deze club. Ook de latere Ajax- en MVV-midvoor Willy Brokamp was afkomstig uit de kweekschool van de club in de jaren 60.

## Bekende inwoners
- Frans Hermesdorf
- Bernard Hermesdorf

## Bezienswaardigheden
Chevremont heeft een Protestantse Kerk, de katholieke Onze-Lieve-Vrouw-Tenhemelopnemingskerk met een Heilig Hartbeeld en Sint-Barbarabeeld. Ook  heeft het een treinstation aan de Heuvellandlijn. En is er een Mariakapel.

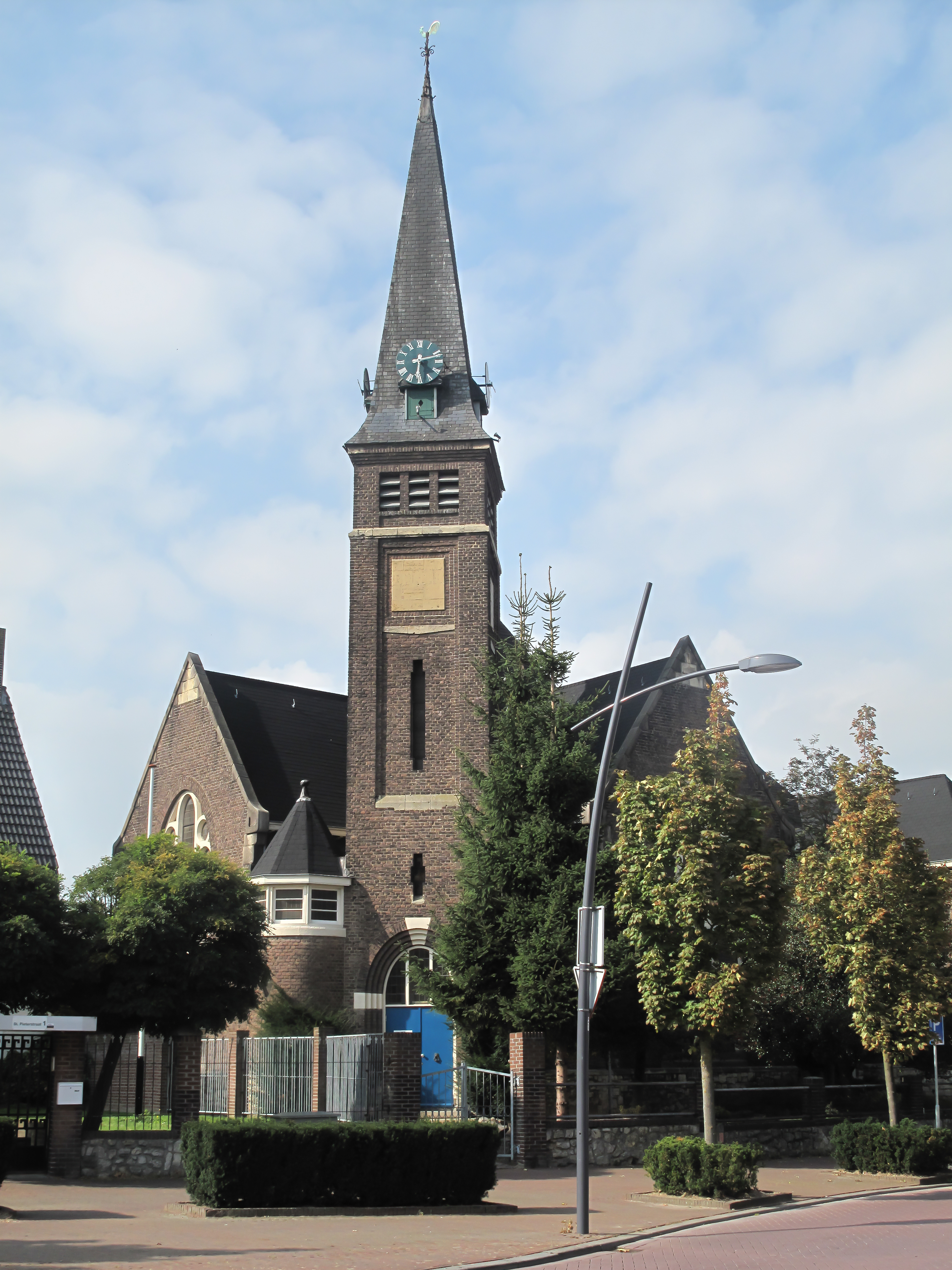
De Protestantse Kerk in Chevremont

## Straten
- Luikerheide ook wel Lückerheide genoemd
- Kaffebergsweg
- Heiligenhuisstraat
- Lichtenbergstraat
- Sint Pieterstraat
- Teutelebroekstraat (d'r Broch)
- Olmenplein

Bleijerheide · Chevremont · Eygelshoven · Gracht · Haanrade · Ham · Heilust · Holz · Hopel · Kaalheide · Kaffeberg · Kerkrade-Centrum · Locht · Mucherveld · Nulland · Rolduckerveld · Spekholzerheide · Terwinselen · Vink · Waubacherveld

Limburg: Steden en dorpen      Nederland: Provincies · Gemeenten